# (400264) 2007 RW139
(400264) 2007 RW139 es un asteroide perteneciente al cinturón de asteroides, descubierto el 3 de septiembre de 2007 por el equipo del Catalina Sky Survey desde el Catalina Sky Survey, Arizona, Estados Unidos.

## Designación y nombre
Designado provisionalmente como 2007 RW139.

## Características orbitales
2007 RW139 está situado a una distancia media del Sol de 2,398 ua, pudiendo alejarse hasta 2,945 ua y acercarse hasta 1,852 ua. Su excentricidad es 0,227 y la inclinación orbital 1,462 grados. Emplea 1357,03 días en completar una órbita alrededor del Sol.

## Características físicas
La magnitud absoluta de 2007 RW139 es 18,2.